# ペトレ・ドゥミトレスク
ペトレ・ドゥミトレスク（ルーマニア語: Petre Dumitrescu、ルーマニア語発音: [ˈpetre dumiˈtresku]、1882年2月12日〈或いは2月18日〉 - 1950年1月15日〈或いは1月12日〉）は、ルーマニア王国の陸軍軍人。最終階級は陸軍大将。第二次世界大戦ではルーマニア第3軍を率いて東部戦線に参戦し、ソ連軍と戦火を交えた。

## 前半生
ドゥミトレスクは、1882年2月12日にルーマニア王国ドルジュ県のドブリドルで生まれた。1901年に砲兵・工兵士官学校に入学し、1903年に少尉の階級を受けて卒業した。1906年には中尉へ、5年後の1911年には大尉へ昇進している。同年ブカレストの陸軍士官学校に入学し、2年間の修練を経て1913年に卒業した。
第一次世界大戦勃発後の1916年に少佐へ昇進し、翌年には中佐となった。大戦後の1920年に大佐へ昇進。戦間期には軍の要職を歴任し、1930年から1932年までパリ駐在武官、1932年から1935年までブリュッセル駐在武官を務めている。帰国後は1937年までルーマニア軍司令部参謀長を務め、同年准将へ昇進した。第1軍団司令官を経て、第二次世界大戦勃発直前まで砲兵監察官を務めていた。1940年にG.レヴェンチの跡を継ぎ、第1軍司令官に就任している。

## 第二次世界大戦

### 初期の成功
1941年3月25日、ドゥミトレスクはルーマニア軍の主力である第3軍司令官に任命された。以降彼は終戦間際までその地位を引き継ぐことになる。7月5日、第3軍は旧ルーマニア王国領北部ブコビナに進軍し、1940年6月28日以降ウクライナ・ソビエト社会主義共和国支配下となっていた同地を奪還、チェルナウツィを占領する大きな戦果を上げた。さらに彼は北部ベッサラビアの回復を目指してプルト川を渡河し、ドニエストル川へ向かって進軍した。その最中、ドイツ陸軍の第11軍（指揮：オイゲン・フォン・ショーベルト）と合流し、ドゥミトレスク率いる第3軍が左翼を、ショーベルト率いる第11軍が右翼を担った。ベッサラビアで両軍は分かれ、第11軍はドニエストル川を越えてブク川南部へ向かい、第3軍はこの地に留まってベッサラビアを回復した。9月、ドゥミトレスクは第11軍の背後でドニエストル川東部に移ろうとした赤軍部隊と交戦し、これを退けている。
アドルフ・ヒトラーやイオン・アントネスクによってルーマニアの旧国境を越えての戦争継続が決まると、ドゥミトレスクは第3軍を率いてクリミア半島に進出し、アゾフ海の戦いに参戦した。10月10日までに、彼の部隊はルーマニアから約1,700キロ離れた地点まで前進し、規模の大小合わせて46回の戦火を交えた。これらの戦闘により、敵陣営に20,000人以上の死者と40,000人以上の負傷者を出し、15,565人の戦争捕虜や149両の戦車、128門の大砲や700挺の機関銃を鹵獲する大戦果を上げた。第3軍側には10,541人（戦死2,555人、負傷6,201人、戦闘中行方不明1,785人）の犠牲が出ている。
これらの戦功により、ドゥミトレスクはアントネスクに次いでルーマニア人2人目となる騎士鉄十字章の受章者となった。また、3等ミハイ勇敢公勲章も贈られた。

### 部隊再編
1942年6月28日からの夏季攻勢作戦であるブラウ作戦に参戦していた第3軍は、ドイツ軍の第17軍の右翼を担った。7月18日に大将へ昇進。昇進直後、ドゥミトレスクはアゾフ海と黒海の間に位置するタマン半島に向かい、クリミア半島の枢軸国陣営とノヴォロシースクの陣営を結び付ける橋を建設した。
一連の作戦中、スターリングラードのドイツ軍は緊急の支援を必要としていた。国防軍最高司令部はドゥミトレスクの第3軍を包囲されたスターリングラードに移動させたが、これは戦いの中で消耗した第3軍には、既に大きな戦線を維持できるほどの力がなかったことを意味する。戦力不足問題は、ソ連南西部に展開していたルーマニア軍の他部隊を全て第3軍に統合することである程度の改善が図られている。この時、ドゥミトレスクは南西部におけるソ連軍の勢力拡大を最高司令部に報告したが、結果として彼の報告を無視する形での統合が行われた。11月、ソ連は南西部よりウラヌス作戦を開始した。ドイツやルーマニア、イタリアなどからなる防衛戦線は、矢面に立たされた第3軍もろとも壊滅し、ドゥミトレスクも後退を余儀なくされた。
後方要員や軍属などをかき集め、辛うじて体制を立て直した第3軍はチル川付近でソ連に抵抗をみせたが、やがて押し戻された。12月、西方への戦略的撤退が決定された。
ウラヌス作戦の後、第3軍はヴァルター・ヴェンクを参謀長に迎え入れて再編された。1944年3月26日から8月24日までの間、ドゥミトレスクは第3軍に加えてドイツ軍の第6軍も指揮下に置き、新たにドゥミトレスク軍集団を形成した。この軍集団は第一次ヤッシー＝キシナウ攻防戦においてソ連の攻勢を退けることに成功している。
第二次ヤッシー＝キシナウ攻防戦後、ドゥミトレスクはブカレストに向かい、その行程でソ連との交戦を避ける計画を練っていた。しかし、赤軍部隊はドゥミトレスクを待ち伏せしていた。彼らはブカレストに到達したものの、待ち伏せていた赤軍によって130,000人ものルーマニア軍兵士が捕らえられた。
同時期、アントネスク体制が崩壊し、ルーマニア王国は連合国支援へ転換した。ドゥミトレスクも反ナチス体制の下で6,000人ほどのドイツ軍捕虜を取ったが、しばらくして予備役に回された。

## 戦後
終戦直後に樹立された共産主義政権により、ドゥミトレスクはレオナルド・モチュルシやニコラエ・ダスカレスクなどとともに、法令第312号で定める戦争犯罪に加担した疑いがかけられた。結果的に証拠不十分として無罪判決を受け、1950年1月15日にブカレストの自宅で死去。

## 叙勲
- 鉄十字章
  - 二級鉄十字章1939年章（1941年7月28日）[5]
  - 一級鉄十字章1939年章（1941年8月12日）[5]
- ミハイ勇敢公勲章（英語版）
  - 3等ミハイ勇敢公勲章（1941年10月17日、第2887号）[1]
  - 2等ミハイ勇敢公勲章（1944年2月19日、第382号）[1]
- 騎士鉄十字章
  - 騎士鉄十字章（1941年9月1日）[1]
  - 柏葉付騎士鉄十字章（1944年4月4日）[1][6]

### 昇進履歴
| 1903年7月1日:  | 少尉 |
| 1906年10月1日: | 中尉 |
| 1911年10月1日: | 大尉 |
| 1916年11月1日: | 少佐 |
| 1917年9月1日:  | 中佐 |
| 1920年4月1日:  | 大佐 |
| 1930年5月10日: | 准将 |
| 1937年4月1日:  | 少将 |
| 1941年2月1日:  | 中将 |
| 1942年7月18日: | 大将 |